# The Pick of Destiny
The Pick of Destiny är ett musikalbum av det amerikanska rockbandet Tenacious D. Den gavs ut den 14 november 2006 av Epic Records.
Albumet inkluderar sång av Ronnie James Dio och Meat Loaf. Dave Grohl återvänder också för att spela trummor till albumet, vilket han även gjorde på deras första album, Tenacious D (2001). Grohl sjunger även i låten "Beelzeboss".
Albumets alla låtar är med i långfilmen med samma namn.

## Låtlista
Alla låtar är skrivna av Jack Black och Kyle Gass om inte annat anges.
1. "Kickapoo" (Black, Gass, Liam Lynch) – 4:16
2. "Classico" – 0:58
3. "Baby" – 1:36
4. "Destiny" – 0:37
5. "History" – 1:42
6. "The Government Totally Sucks" – 1:34
7. "Master Exploder" – 2:24
8. "The Divide" – 0:22
9. "Papagenu (He's My Sassafrass)" (Black, Gass, John King ) – 2:24
10. "Dude (I Totally Miss You)" – 2:53
11. "Break In-City (Storm The Gate!)" (Black, Gass, Lynch, King) – 1:22
12. "Car Chase City" (Black, Gass, John Konesky, John Spiker, King) – 2:42
13. "Beelzeboss (The Final Showdown)" (Black, Gass, Lynch) – 5:35
14. "POD" – 2:32
15. "The Metal" (Black, Gass, Konesky, King)– 2:45